# روسی سفید
روسی سفید (به انگلیسی: White Russian) یک کوکتل شیرین است که با ودکا، لیکور قهوه و خامه، در لیوان یخ تهیه می‌شود.